# Richard Fleischer
Richard Owen Fleischer (ur. 8 grudnia 1916 w Nowym Jorku, zm. 25 marca 2006 w Los Angeles) – amerykański reżyser filmowy. Laureat Oscara w kategorii Najlepszy pełnometrażowy film dokumentalny za Design for Death (1948).

## Filmografia
- Jego typ kobiety (1951)
- Szczęśliwy czas (1952)
- 20 000 mil podmorskiej żeglugi (1954)
- Między niebem a piekłem (1956)
- Wikingowie (1958)
- Bez emocji (1959)
- Barabasz (1961)
- Fantastyczna podróż (1966)
- Doktor Dolittle (1967)
- Dusiciel z Bostonu (1968)
- Che! (1969)
- Tora! Tora! Tora! (1970)
- Dom przy Rillington Place 10 (1971)
- Nie widząc zła (1971)
- Ostatnia ucieczka (1971)
- Zielona pożywka (1973)
- Mr. Majestyk (1974)
- Mandingo (1975)
- Niezwykła Sara (1976)
- Książę i żebrak (1977)
- Porwanie (1979; znany także pod tytułem Ashanti)
- Amityville III: Demon (1983)
- Conan Niszczyciel (1984)
- Czerwona Sonja (1985)